# Mitspé Ramon
Mitspé Ramon (en hebreu, מצפה רמון) és un consell local del districte del Sud d'Israel. Es troba al desert del Nègueb, a uns vuitanta quilòmetres al sud de Beerxeba.

## Història
Mitspé Ramon es fundà, com moltes ciutats a desenvolupar israelianes, després de la creació de l'estat d'Israel. El 1953, uns quants immigrants soviètics van ser portats a la zona i se'ls demanà que construïssin una poblat. Posteriorment, Mitspé Ramon seguí creixent fins a esdevenir una ciutat. La intenció primera era que fos el centre urbà del Nègueb central. Abans de la construcció de l'autopista de la vall de l'Arabà l'any 1996, l'única carretera que portava a Elat passava per Mitspé Ramon, cosa que n'accelerà el creixement. Actualment, però, aquesta carretera té una importància molt petita. A causa de l'aïllament, Mitspé Ramon no esdevingué mai una població central i la població no arriba a les 5.000 persones.

## Clima
La ciutat es troba en una zona desèrtica, cosa que n'explica el clima sec. Mitspé Ramon es troba, a més, a uns 900 metres sobre el nivell del mar, fent que el clima no sigui especialment càlid. Gairebé no hi ha precipitació i la vegetació natural és tan escassa, que ni tan sols els nòmades beduïns passen per la zona.

## Economia

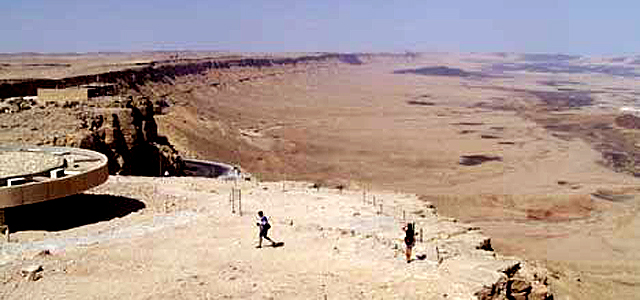
Cràter Ramon

Un dels pilars de l'economia local és, a part de la indústria, l'exèrcit israelià, que disposa a Mitspé Ramon de tot un seguit d'instal·lacions militars i més de 10.000 soldats. La ciutat també rep alguns turistes, atrets pel cràter càrstic de Ramon (també anomenat Makhteix), el més gran del Nègueb. A la ciutat hi ha el centre d'informació del cràter i uns quants miradors i és, a més, punt de partida de les excursions al cràter. Al nord de la ciutat també hi ha les ruïnes de la ciutat nabatea d'Avdat i el quibuts Sedé Bóqer, en el qual el primer ministre David Ben-Gurion tenia una casa.